# او-شوارتسنبرگ
او-شوارتسنبرگ (به آلمانی: Landkreis Aue-Schwarzenberg) یک ناحیه در آلمان است که در زاکسن واقع شده‌است. او-شوارتسنبرگ ۱۳۸٬۳۳۱ نفر جمعیت دارد.